# Верный сокол
«Верный сокол» (англ. The Gay Goshawk; Child 96, Roud 61) — народная баллада, известная в Великобритании и во Франции. Вариант из рукописи Джемисона-Брауна был опубликован раньше всех прочих в сборнике Вальтера Скотта «Песни шотландской границы» (1802). Фрэнсис Джеймс Чайлд в своём собрании приводит девять версий её текста. Также он даёт более десяти названий, под которыми этот сюжет известен во Франции. Один из ранних французских вариантов, озаглавленный Belle Isambourg, был напечатан в 1607 году.
На русский язык балладу перевёл Самуил Яковлевич Маршак. Сохранился автограф 1915—1916 годов, однако первая публикация текста состоялась только в 1958 году в журнале «Огонёк» (№ 13). Маршак использовал при переводе разные версии баллады, соединив их в один рассказ.

## Сюжет
Шотландский сквайр посылает к любимой сокола (goshawk, имеется в виду ястреб-тетеревятник) с посланием о том, что он ожидает скорейшей с ней встречи. Та в ответ шлёт свои кольца и ожерелья, а также указание ждать её в четвёртой по счёту шотландской церкви. Девушка идёт к отцу с просьбой о замужестве, но тот согласен на что угодно, кроме этого. Тогда она просит в случае её смерти похоронить её в Шотландии (в некоторых версиях сразу с этого начиная, иногда аналогичную просьбу она также адресует матери, сестре и семерым братьям). Отец соглашается, а девушка тайком принимает сонное зелье. Наступившее состояние принимают за смерть, после того как не помогает совет старухи капнуть расплавленным свинцом на её щёки и губы. Братья изготавливают гроб и несут её к месту захоронения. Процессию встречает несчастный возлюбленный, собирающийся проститься с девушкой. Но она чудесным образом оживает (иногда — после поцелуя), просит у своего будущего супруга хлеба и вина, а братьям велит отправляться домой, говоря, что впереди её ожидает свадьба.
Мотив мнимой смерти с целью соединения со своей любовью встречается также в балладе «Willie's Lyke-Wake» (Child 25).